# パサールカード
パサールカードは、静鉄グループが1994年から2022年まで発行していた、LuLuCaの前身の磁気式乗車カードである。後述のように券種ごとに順次販売を終了し、2022年7月31日をもってすべての券種で取扱を終了している。

## 概要
静鉄電車の全線（バス専用学生カードは不可）としずてつジャストライン（一部代替バス、予約制の高速バスを除く）と秋葉バスサービス（袋井駅・中東遠総合医療センター線を除く）で使用可能だったが、掛川バスサービスには導入されなかった。
電車では自動改札機への直接投入が可能である。また、自動改札機へ投入した場合に限って、カード裏面に乗車駅と残額が印字される。
複数人が使用する場合や、小人運賃など割引運賃適用者が使用する場合は、電車の場合は自動改札機に直接投入せず、自動券売機で乗車券に引き換えなければならない。なお、バスで同様の使い方をする場合は運賃箱リーダ挿入前に運転士に申告することで利用可能である。
名称の「パサール」（［PASAL］）とは、「通る」を意味するスペイン語である。

## 種類
電車・バス共通カード

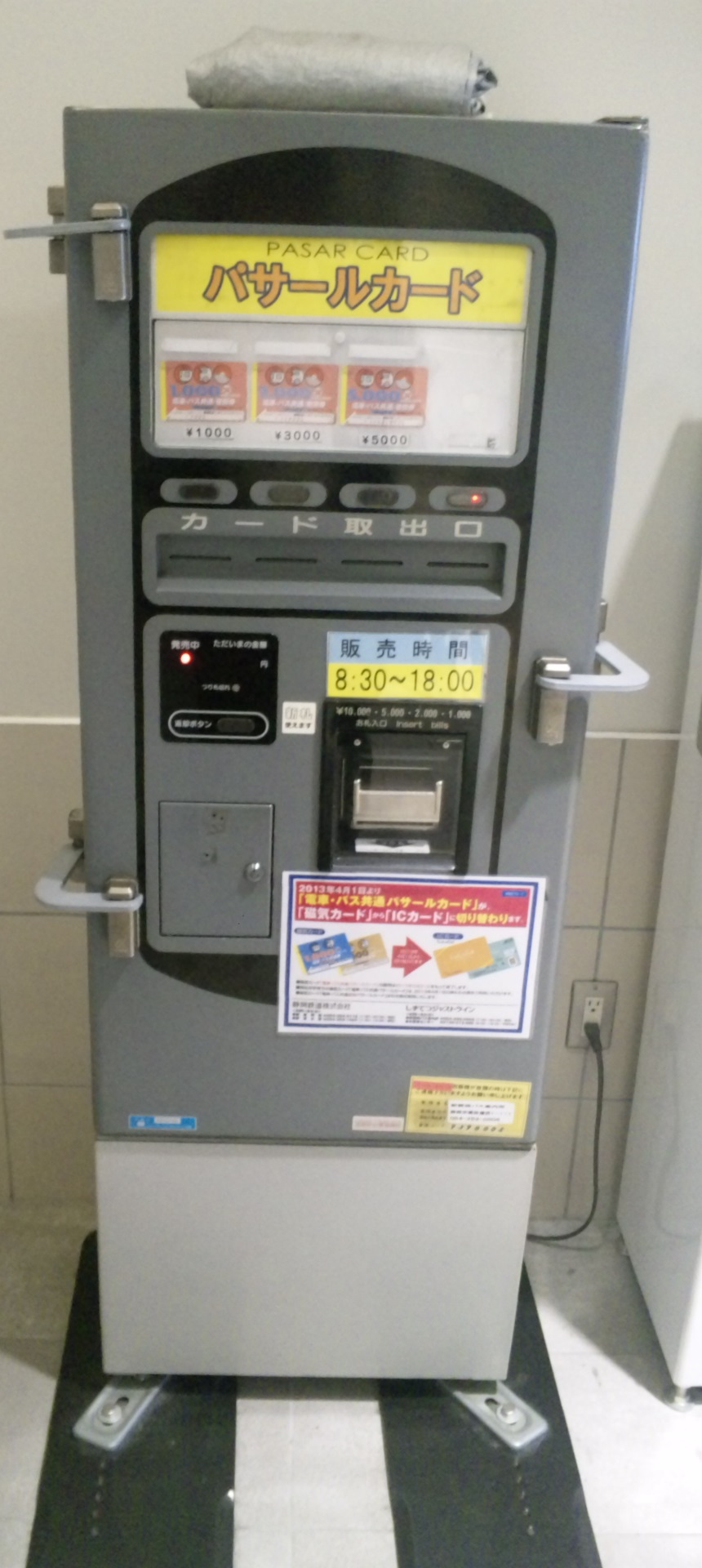
パサールカード自動販売機

- 静岡鉄道・しずてつジャストラインでは2013年3月31日に、秋葉バスサービスでは2019年4月30日に販売を終了[6]。
- 割引率は9.1〜14.5%である[要出典]。
- カードの色は5,000円券までは青色、7,500円券以上（現在は10,000円券のみ）は「電車・バス共通カード（VIP）」として金色。
- 1,000円（1,100円）、3,000円（3,300円）、5,000円（5,500円）、10,000円（11,700円）の額面で発行されている[注釈 2]。
- かつては7,500円（8,750円）の額面も発行されていた[注釈 2]。
- 終日利用可能である。
- LuLuCaでは、2014年2月28日までのプレミアは「全日大人カード」に同じ割引率で継承されている（現在はプレミアからポイントに変更している）[要出典]。
- 店頭・バス車内で販売のカードと静岡鉄道各駅の自動券売機で販売するカードではデザインが異なる[要出典]。

電車・バス共通昼間カード
- 静岡鉄道・しずてつジャストラインでは2014年9月30日に、秋葉バスサービスでは2019年4月30日に販売を終了[6]。
- 割引率は23.1%である[要出典]。
- カードの色はピンク色。
- 1,000円（1,300円）、3,000円（3,900円）、5,000円（6,500円）の額面で発行されている[注釈 2]。
- 乗車時刻が9:00〜16:00の間に利用できる[要出典]。
- LuLuCaには、同カードに相当する領域あるいは割引時間帯が存在しない。

バス専用学生カード
- 静岡鉄道・しずてつジャストラインでは2012年9月30日に、秋葉バスサービスでは2019年4月30日に販売を終了[6]。
- 割引率は25%と、通学定期券に相当している[要出典]。
- カードの色は水色。
- 1,500円（2,000円）、4,500円（6,000円）、7,500円（10,000円）の額面で発行されている[注釈 2]。
- このカードはバス専用であり、静鉄電車では利用できない。また、購入時に通学証明書又は通学証明書兼用の身分証明書が必要となる。
- 「パサールカード（学生用）」より「ルルカパサール」の学生用の方が、割引率が低い[要出典]。

福祉乗車券（パサールカード）
- 沿線自治体が各自治体の基準のもとに発行・交付[7][8]。
- 通常、有効期間は1年（年度内）で、額面は3,000円[7][8]
  - 廃止までに発行・交付をしていた自治体の例
    - 藤枝市 - 「藤の里ふれあい乗車券」
4月1日現在で70歳以上の方で、前年度4月の介護保険料所得段階が1から3までの方[7]

  - 廃止自治体の例
    - 静岡市 - 「ことぶき乗車券」70歳以上の市民全員に毎年無償で交付していたが、2006年度をもって制度廃止[8]